# Alexandre Jardin
Pour les articles homonymes, voir Jardin (homonymie).
Alexandre Jardin, né le 14 avril 1965 à Neuilly-sur-Seine, est un écrivain, cinéaste et pamphlétaire français.
Fondateur en 2015 du mouvement citoyen Bleu Blanc Zèbre, il annonce en décembre 2016 sa candidature à l'élection présidentielle française de 2017 mais ne réussit pas à réunir les 500 parrainages requis. Il lance en 2025 le mouvement les #Gueux, aux accents populistes et anti-écologistes.

## Biographie

### Famille et études
Alexandre Jardin est le fils de Pascal Jardin (1934-1980), écrivain et scénariste, dit le Zubial, lui-même fils de Jean Jardin (1904-1976), dit le Nain Jaune, homme politique, directeur de cabinet de Pierre Laval sous le régime collaborationniste de Vichy, et de Stéphane Sauvage (mère de trois enfants, dont un avec un autre homme que son mari). Il a deux frères, dont le réalisateur Frédéric Jardin, et une demi-sœur. Il est le cousin de Stéphane Delajoux. Alexandre Jardin est père de cinq enfants, issus de deux mariages.
Il effectue ses études secondaires à l'École alsacienne,. Il intègre ensuite l'Institut d'études politiques de Paris, dont il est diplômé en 1986 (section économique et financière),.

### Littérature
Il écrit à 20 ans Bille en tête (1985, son premier roman, prix du 1er roman en 1986). Diplômé de l'Institut d'études politiques de Paris (section Économie et finances, promotion 1986), chroniqueur au Figaro, il réalise aussi plusieurs films dont Fanfan ou Oui.
En 1988, il reçoit le prix Fémina pour son livre Le Zèbre, ouvrage qui est adapté au cinéma par Jean Poiret, en 1992.
En 2004, il écrit une série d'ouvrages destinés aux adolescents, Les Coloriés. En mai 2004, Philippe Muray lui consacre dans Exorcismes Spirituels - Moderne contre moderne, un article intitulé « Effroyable jardin ».
En 2011, il participe au festival littéraire Metropolis bleu[source secondaire souhaitée]. Cette même année paraît Des gens très bien, dans lequel Alexandre Jardin questionne le passé vichyste de son grand-père et le déni familial le concernant. Il s'interroge notamment sur son rôle lors de la rafle du Vélodrome d'Hiver en juillet 1942.

### Engagements associatif et politique
En 1999, il est à l'origine de la création de l'association Lire et faire lire avec le journaliste Pascal Guénée.
En 2007, à l'approche de l'élection présidentielle, il crée le site Comment on fait, pour faire appel au bon sens des Français afin de résoudre leurs problèmes. L'idée est de communiquer les meilleures propositions au vainqueur de la présidentielle. Il indique avoir voté pour Nicolas Sarkozy, choix dont il se dit « consterné » en 2016.
En 2012, lors de la présidentielle, il reproche à François Hollande une vision quantitative de la politique d'éducation, et un manque de vision qualitative. Il indique avoir voté blanc.
Son appel « Aux actes, citoyens ! » est signé par l’Association des maires de France (AMF), l’Association des maires de grandes villes de France (AMGVF), la Fédération des villes moyennes (FVM) ainsi que l’Association des maires ruraux de France (AMRF) lors d’un colloque organisé le 28 mai 2014 au Conseil économique, social et environnemental (CESE).
Il fonde en 2015 du mouvement citoyen Bleu Blanc Zèbre.
En juillet 2016, il participe au meeting d'Emmanuel Macron à La Mutualité : il précise que ce n'était « pas pour le soutenir » et se dit plus tard déçu par ses opérations de communication. Cet épisode, qui devait initialement acter son ralliement, le place dès lors en disgrâce dans le cercle du candidat En Marche !, qu'il avait plusieurs fois rencontré à Bercy auparavant.
Alexandre Jardin dit vouloir tirer ses compatriotes vers le haut et espère dissoudre le mouvement en 2017, après avoir gagné son combat, et alors « retourner à la littérature ». Selon lui, son combat sera gagné lorsque les politiques (les « diseux ») confieront à la société civile (les « faizeux ») des « contrats de mission de service public »,. Il souhaite fédérer les citoyens dans un mouvement appelé la Maison des citoyens. Le 3 décembre 2016, il déclare sur France Info qu'il est candidat à l'élection présidentielle française de 2017 mais ne réunit finalement que 165 parrainages sur les 500 requis.
En 2025, il lance le mouvement les #Gueux pour protester contre les ZFE (Zones à faibles émissions). Il se réjouit de leur probable suppression en mai 2025,,. À l'occasion des 20 ans du dernier référendum organisé en France, il promeut l'instauration du référendum d'initiative citoyenne. 
Fermement opposé aux énergies renouvelables, il milite contre plusieurs parcs éoliens, notamment en Bretagne et en Normandie'. Le 13 août, il signe une tribune dans le Figaro, en compagnie notamment de François-Xavier Bellamy, David Lisnard et Robert Ménard, pour s'opposer au décret favorisant la Programmation pluriannuelle de l’énergie'. Ses positions sur le sujet sont souvent qualifiées de populistes et anti-écologistes par plusieurs observateurs'''.

## Œuvres

### Romans
- Bille en tête, 1986  (ISBN 978-2-07-037919-4)Prix du premier roman
- Le Zèbre, 1988  (ISBN 978-2-07-038275-0)Prix Femina
- Fanfan, 1990  (ISBN 978-2-07-038513-3)
- Le Petit Sauvage, 1992  (ISBN 978-2-07-038958-2)
- L'Île des gauchers, 1995  (ISBN 978-2-07-040168-0)
- Cybermaman ou le Voyage extraordinaire au centre d'un ordinateur, 1996  (ISBN 978-2-07-059412-2)
- Le Zubial, 1997  (ISBN 978-2-07-074386-5)
- Autobiographie d'un amour, 1999  (ISBN 978-2-253-11747-6)
- Mademoiselle Liberté, 2002  (ISBN 978-2-07-042796-3)
- Les Coloriés, 2004  (ISBN 978-2-07-030805-7)
- La Révolte des coloriés, 2004  (ISBN 978-2-07-057406-3)
- Le Secret des Coloriés, 2004  (ISBN 978-2-07-057407-0)
- Le Roman des Jardin, 2005  (ISBN 978-2-253-11747-6)
- Les Méganazes - Dur dur de sortir avec Lola !, 2005  (ISBN 978-2-01-224537-2) avec des illustrations de Bruno Salamone
- Les Méganazes - Pas de pot pour le chouchou, 2005  (ISBN 978-2-01-224538-9) avec des illustrations de Bruno Salamone
- Les Méganazes - Trop dingue de la maîtresse, 2005  (ISBN 978-2-01-224724-6) avec des illustrations de Bruno Salamone
- Chaque femme est un roman, Grasset, 2008  (ISBN 978-2-246-71361-6)
- Quinze ans après[33], Grasset, 2009  (ISBN 978-2-246-74971-4)
- Des gens très bien, Grasset, 2011  (ISBN 978-2-246-77651-2)
- Joyeux Noël !, Grasset, 2012  (ISBN 978-2-246-79020-4)
- Mes trois zèbres[34], 2013  (ISBN 978-2-246-80455-0)
- Juste une fois, Grasset, 2014  (ISBN 978-2-246-85138-7)
- Les Nouveaux Amants, Bernard Grasset, 2016  (ISBN 978-2-246-86078-5)
- Ma mère avait raison, Bernard Grasset, 2017  (ISBN 978-2-246-86378-6)
- Double Cœur, Grasset, 2018  (ISBN 978-2-246-81697-3)
- Le Roman vrai d'Alexandre, L'Observatoire, 2019  (ISBN 979-10-329-0558-6)
- Française, Albin Michel, 2020  (ISBN 978-2-226-44189-8)
- La Plus-que-vraie, Albin Michel, 2021  (ISBN 978-2-226-44190-4)
- Mes secrets d'écrivain, L'Écritoire, 2021  (ISBN 978-2-38365-000-3)
- Les Magiciens, Albin Michel, 2022, 272 p.  (ISBN 978-2-226-44178-2)
- Frères, Albin Michel, 2023, 176 p.  (ISBN 978-2-226-480347)

#### Essais
- Lire pour vivre, 2000  (ISBN 978-2221092200).
- 1+1+1... = une révolution, 2002  (ISBN 978-2-246-63791-2).
- Laissez-nous faire ! On a déjà commencé, le manifeste des « faizeux », Éditions Robert Laffont, 2015  (ISBN 2-22115-915-2).
- Faire Lire pour Les Nuls , First Editions, 2024.
- Les #Gueux, Éditions Michel Lafon, 2025, 48 p.  (ISBN 978-2749962412)

### Cinéma

#### Comme scénariste
- 1989 : Bille en tête de Carlo Cotti
- 1991 : Gawin d'Arnaud Sélignac (coscénariste)
- 1992 : Le Zèbre[35], adapté au cinéma par Jean Poiret, avec Thierry Lhermitte dans le rôle principal

#### Comme réalisateur
- 1993 : Fanfan[36]
- 1996 : Oui[37]
- 2000 : Le Prof[38]

Comme préfacier
- Industriels et banquiers français sous l'occupation, Annie Lacroix-Riz, Armand Collin, 2013  (ISBN 2200251092)
- Poésie française, Sélection du Reader's Digest, 2010  (ISBN 978-2-7098-2136-0)
- Les Rêves Éclos, F.M. Martinet, Nombre7 Éditions, 2020  (ISBN 978-2-38153-042-0)